# Nueva Acción Pública
De Nueva Acción Pública (Nederlands: Nieuwe Publieke Actie) was een socialistische en populistische politieke partij in Chili, die van 1931 tot 1933 bestond.

## Geschiedenis
Oprichters van de NAP waren vooraanstaande socialisten zoals Marmaduke Grove en Eugenio Matte Hurtado en vakbondsleiders als Carlos Alberto Martínez en Alberto Patiño. De partij speelde een belangrijke rol tijdens de kortstondige República Socialista de Chile (4 juni - 13 september 1932). Grove en Matte waren lid van de eerste militaire junta (4 juni - 16 juni 1932). Na de afzetting van Grove en Matte na een staatsgreep door de gematigde socialist Carlos Dávila, nam de invloed van de NAP weliswaar af, maar de partij bleef tot het einde van de socialistische republiek ministers leveren.
Na het herstel van de burgerlijke republiek werden op 30 oktober 1932 parlementsverkiezingen gehouden waarbij de NAP maar drie zetels in de Kamer van Afgevaardigden en één zetel in de Senaat wist te behalen. 
In april 1933 fuseerde de NAP met de Orden Socialista (OS), de Partido Socialista Marxista (PSM) en de Acción Revolucionaria Socialista (ARS) tot de Partido Socialista de Chile (PSCh).